# Heyer Arthur
Heyer Arthur (néhol Heyer Artur, vagy Heyer Artúr, eredeti nevén Arthur Heyer) (Haarhausen, 1872. február 28. – Budapest, 1931. július 30.) német születésű, főleg Budapesten alkotó festőművész, grafikus, illusztrátor,  a Pöstyén város címerében látható mankótörő férfialak megalkotója.

## Életpályája
Türingiában született. Művészeti tanulmányait a berlini Iparművészeti Iskolában végezte, ahol  a mestere Max Koch volt. 1892-ben és 1895-ben Erdélyben járt. 1896-ban Budapesten telepedett le. Eleinte grafikus-illusztrátorként dolgozott, német lapok munkatársaként.   1900-ban felvette a magyar állampolgárságot is. Rákospalotán lakott, Újpest határában, az egykori Villasoron. Az 1910-es években nagyobb tanulmányutakat tett Bécsben, Münchenben, Hollandiában.

## Művei
Főleg állatképeket festett és könyvillusztrációkat készített. 
A legismertebb alkotása az a mankótörő férfialak, amelyet a pöstyéni gyógyfürdő tulajdonosa, Winter Lajos megbízásából készített 1894-ben. A mankótörő alakja azóta bekerült a várossá fejlődött gyógyhely címerébe is. 

Pöstyén mai címere

## Díjai, elismerései
- 1911-ben elnyerte az Andrássy-féle díjat.

## Kiállításai

### Csoportos kiállításokon
- Több alkalommal szerepelt a Nemzeti Szalonban, a Műcsarnokban, majd Németországban és Ausztriában.

### Egyéni kiállításai
- 1906-ban volt az első gyűjteményes kiállítása, majd a müncheni Kunstvereinben rendezett gyűjteményes tárlatot.
- 1929-ben a Nemzeti Szalonban volt egyéni kiállítása.

## Képgaléria

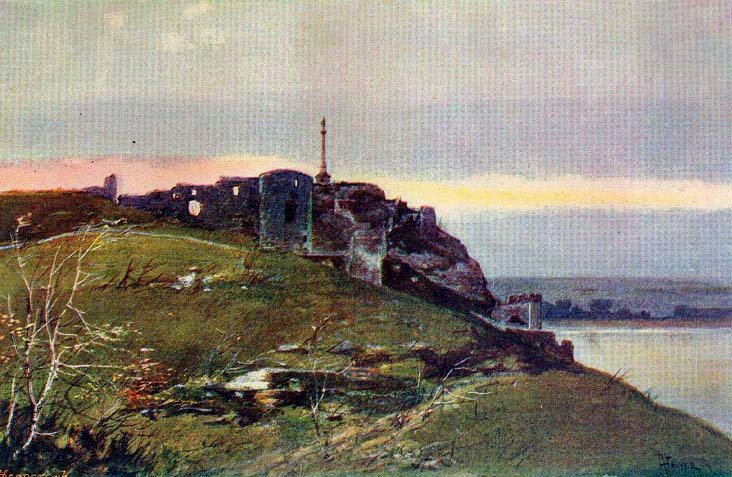
Dévény, 1900 körül
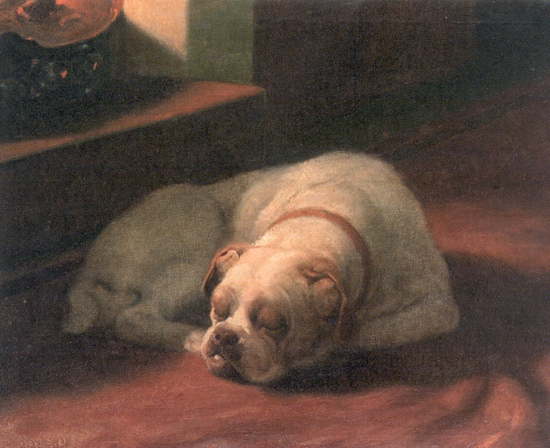
Alvó buldog
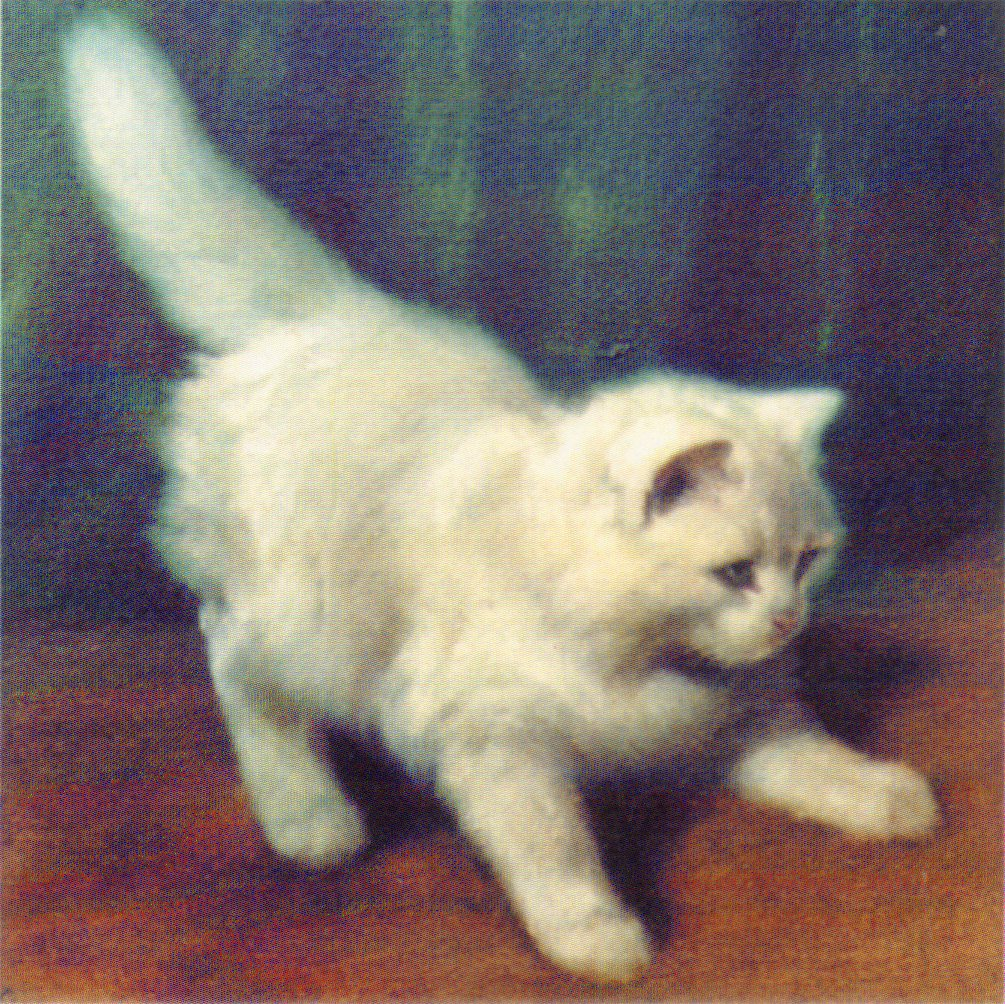
Fiatal angóramacska
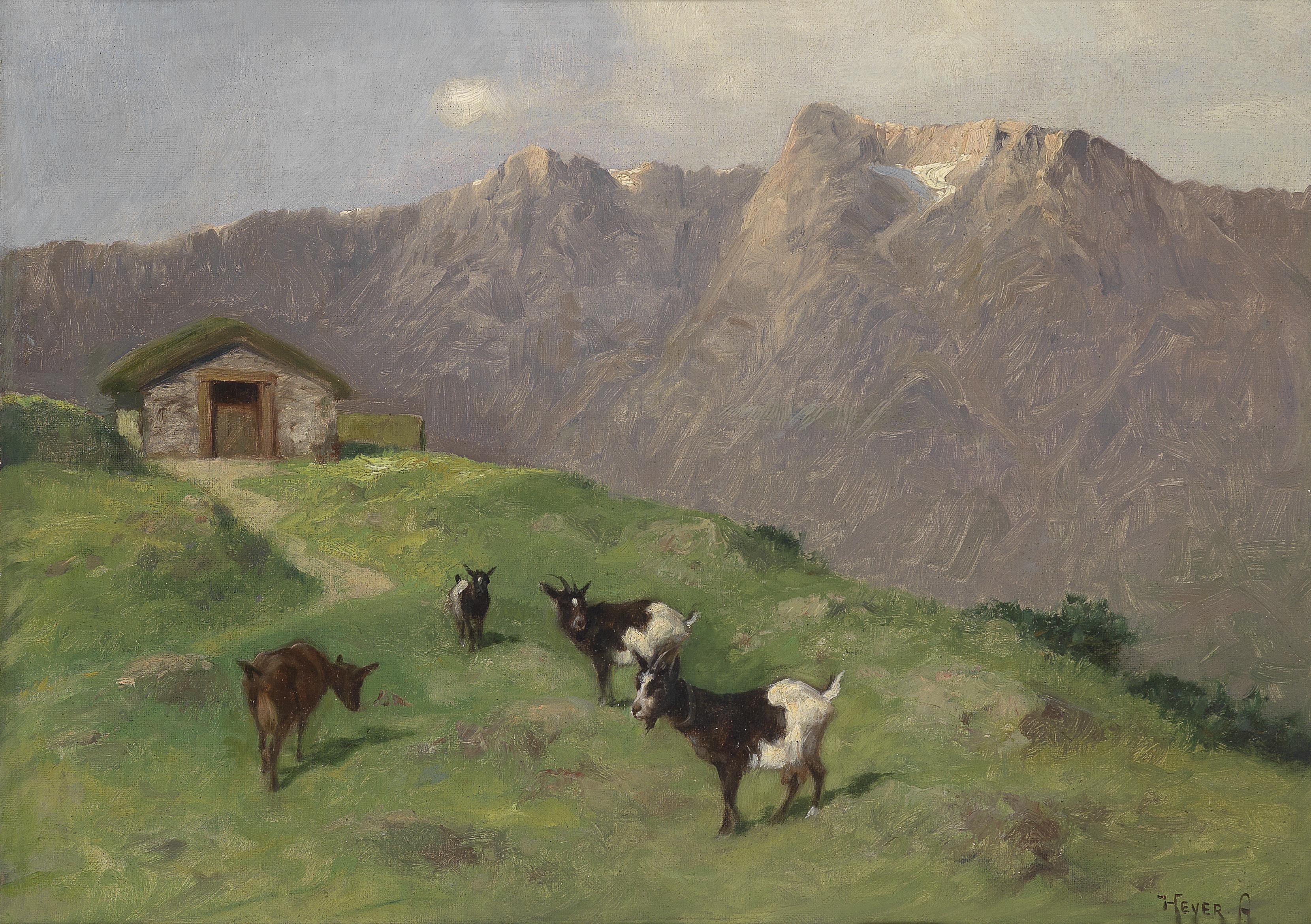
Hegyi kecskék, 1931
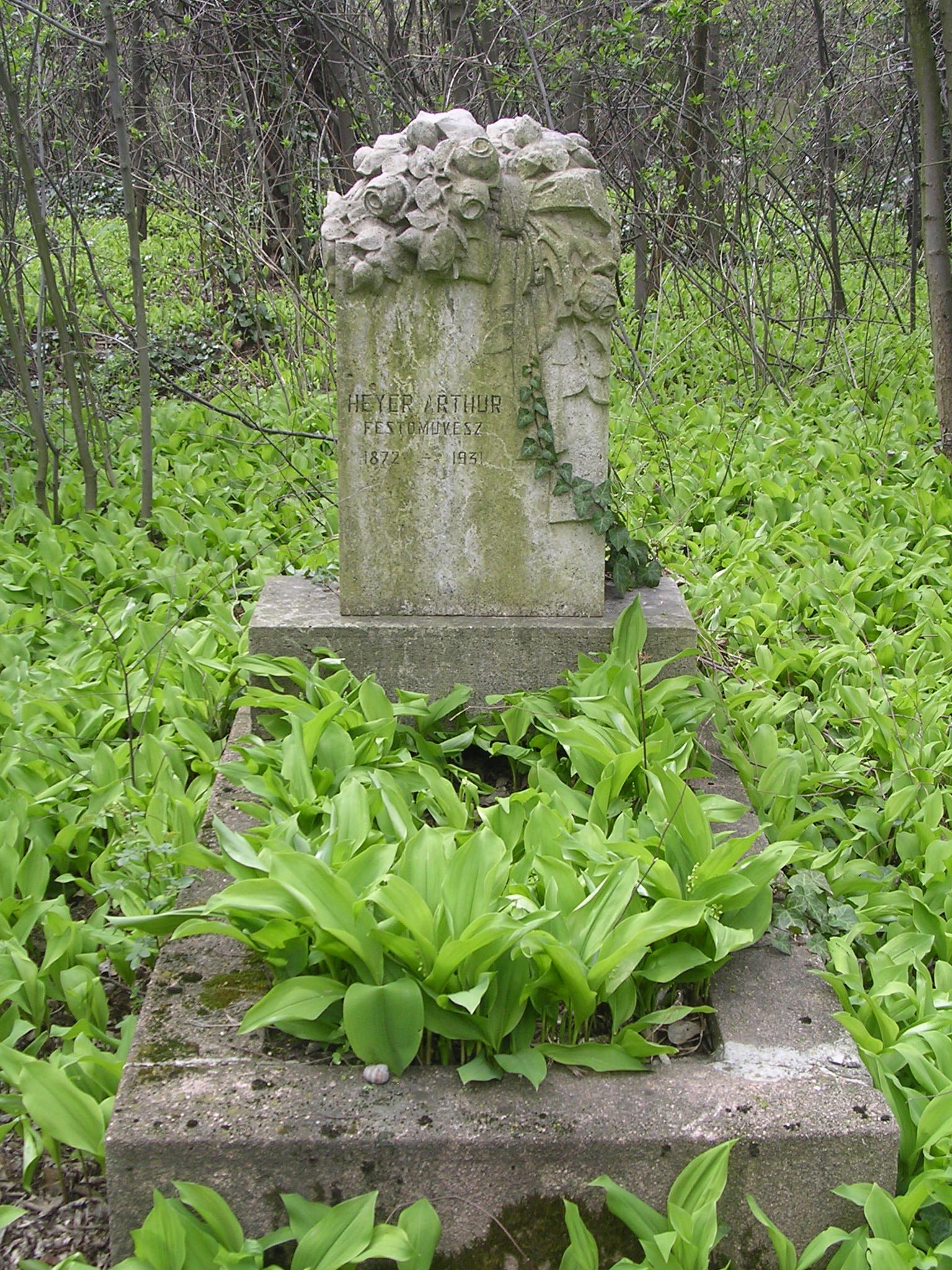
Sírja a Fiumei úti sírkertben, 2005